# Leucemia linfocítica granular T
Leucemia linfocítica granular T ou LLG-T é uma doença que exibe uma inexplicável, elevação crônica (> 6 meses) de linfócitos grandes granulares no sangue periférico.
Esta doença também é conhecida como: proliferação de linfócitos grandes granulares, Leucemia linfócito grande granular, linfocitose/leucemia de célula Tγ, leucemia linfocítica crônica célula T

## Epidemiologia
LLG-T é uma rara forma de leucemia, compreendendo cerca de 2-3% de todos os casos de leucemias linfóides.

## Achados Clínicos
Esta doença é conhecida por seu curso indolente e descoberta acidental. 
O achado físico mais comum é uma esplenomegalia moderada. Sintomas relacionados à células B podem ser visto em 1/3 dos casos (febre, suores noturnos, perda de peso), infecções recorrentes devido a neutropenia são vistos em quase metade dos casos. Artrite reumatóide é normalmente observada em pacientes com LGL-T, levando a achados clíncos semelhantes a Síndrome de Felty. Sinais e sintomas de  anemia são geralmente achados, devido a associação entre a LGL-T e hipoplasia eritróide.

## Diagnóstico

### Sangue Periférico
Linfocitose fica entre 2-20x109/L. Hipergamaglobulinemia, auto-anticorpos, e imuno complexos circulantes são normamente vistos.
Linfócitos no sangue periférico são grandes no tamanho com grânulos azurrófilos citoplasmáticos evidentes que contêm proteínas envolvidas na lise celular como a perforina e granzime B.

### Medula óssea
O envolvimento da medula óssea nesta doença está frequentemente presente, mas com extensão variável. O infiltrado linfocítico é geralmente intersticial, mas um padrão nodular raramente ocorre.

### Imunofenotipagem
As células neoplásicas desta doença mostram um fenótipo célula T madura, na maioria dos casos mostrando CD4-/CD8+. Expressão variável de CD11b, CD56, e CD57 é observada. Imunohistoquímica para perforina, TIA-1, e granzime B são normamente postitiva.
| Tipo                       | Imunofenótipo                      |
| -------------------------- | ---------------------------------- |
| Tipo comum (80% dos casos) | CD3+, TCRαβ+, CD4-, CD8+           |
| Variantes raras            | CD3+, TCRαβ+, CD4+, CD8-           |
| Variantes raras            | CD3+, TCRαβ+, CD4+, CD8+           |
| Variantes raras            | CD3+, TCRγδ+, CD4 and CD8 variable |

### Genética
Rearranjamentos clonais dos genes receptor de células T (TCR) são uma condição necessária para o diagnóstico da doença. O gene da cadeia β do TCR é achado para ser rearranjado com mais frequência que o da cadeia γ. do TCR.

## Referência
1. 1 2 3 4 5 6   Arquivado em 12 de junho de  2008, no Wayback Machine. Jaffe E.S., Harris N.L., Stein H., Vardiman J.W. (eds): World Health Organization Classification of Tumors. Pathology and Genetics of Tumours of Haemopoietic and Lymphoid Tissues. IARC Press: Lyon 2001
2. ↑  
Lamy T, Loughran TP. "Large Granular Lymphocyte Leukemia." Cancer Control. 1998 Jan;5(1):25-33. PMID 10761014
3. 1 2  
Chan WC, Link S, Mawle A, Check I, Brynes RK, Winton EF. "Heterogeneity of large granular lymphocyte proliferations: delineation of two major subtypes." Blood. 1986 Nov;68(5):1142-53. PMID 3490288
4. 1 2  
Pandolfi F, Loughran TP Jr, Starkebaum G, Chisesi T, Barbui T, Chan WC, Brouet JC, De Rossi G, McKenna RW, Salsano F, et al. "Clinical course and prognosis of the lymphoproliferative disease of granular lymphocytes. A multicenter study." Cancer. 1990 Jan 15;65(2):341-8. PMID 2403836
5. 1 2 3  
Lamy T, Loughran TP Jr. "Clinical features of large granular lymphocyte leukemia." Semin Hematol. 2003 Jul;40(3):185-95. PMID 12876667
6. ↑  

Loughran TP Jr, Starkebaum G, Kidd P, Neiman P. "Clonal proliferation of large granular lymphocytes in rheumatoid arthritis." Arthritis Rheum. 1988 Jan;31(1):31-6. PMID 3345230
7. 1 2  
Kwong YL, Wong KF. "Association of pure red cell aplasia with T large granular lymphocyte leukaemia."
J Clin Pathol. 1998 Sep;51(9):672-5. PMID 9930071
8. ↑  

Oshimi K, Yamada O, Kaneko T, Nishinarita S, Iizuka Y, Urabe A, Inamori T, Asano S, Takahashi S, Hattori M, et al. "Laboratory findings and clinical courses of 33 patients with granular lymphocyte-proliferative disorders." Leukemia. 1993 Jun;7(6):782-8. PMID 8388971
9. 1 2  

Loughran TP Jr, Starkebaum G, Aprile JA. "Rearrangement and expression of T-cell receptor genes in large granular lymphocyte leukemia." Blood. 1988 Mar;71(3):822-4. PMID 3345349
10. ↑  

Loughran TP Jr, Kadin ME, Starkebaum G, Abkowitz JL, Clark EA, Disteche C, Lum LG, Slichter SJ.
"Leukemia of large granular lymphocytes: association with clonal chromosomal abnormalities and autoimmune neutropenia, thrombocytopenia, and hemolytic anemia." Ann Intern Med. 1985 Feb;102(2):169-75. PMID 3966754
11. ↑  

Semenzato G, Zambello R, Starkebaum G, Oshimi K, Loughran TP Jr. "The lymphoproliferative disease of granular lymphocytes: updated criteria for diagnosis." Blood. 1997 Jan 1;89(1):256-60. PMID 8978299
12. ↑  

Vie H, Chevalier S, Garand R, Moisan JP, Praloran V, Devilder MC, Moreau JF, Soulillou JP.
"Clonal expansion of lymphocytes bearing the gamma delta T-cell receptor in a patient with large granular lymphocyte disorder." Blood. 1989 Jul;74(1):285-90. PMID 2546620